# Serra del Pany
La Serra del Pany és una serra situada als municipis de Bellprat a la comarca de l'Anoia i de Pontils a la de la Conca de Barberà, amb una elevació màxima de 884 metres.